# Dallmannberge
Dallmannberge är ett bergsmassiv i Antarktis. Det ligger i Östantarktis. Norge gör anspråk på området. Den högsta toppen i Dallmannberge ligger 2 565 meter över havet.
Terrängen runt Dallmannberge är varierad, och sluttar norrut. Trakten är obefolkad. Det finns inga samhällen i närheten. 